# 303. Infanterie-Division (Wehrmacht)
Die 303. Infanterie-Division war eine deutsche Infanteriedivision im Zweiten Weltkrieg.

## Divisionsgeschichte
Die Division, auch bekannt als Infanterie-Division Döberitz, wurde am 31. Januar 1945 auf dem Truppenübungsplatz Döberitz bei Berlin als Alarm-Einheit für den Wehrkreis III aus dem Stab der kurz vorher gebildeten Division z.b.V. 611; die Kampfeinheiten dieser Division kamen zur Division z.b.V. 615; aufgestellt. Die Division wurde im März an der Oderfront bei Küstrin und später als Teil der 9. Armee bei der Schlacht um Berlin, u. a. bei der Schlacht um die Seelower Höhen, eingesetzt. Im April 1945 wurde die Division im Kessel von Halbe zerschlagen.

## Kommandeure
- Generalmajor/Generalleutnant Rudolf Huebner: von der Aufstellung bis 9. März 1945
- Oberst Walter Scheunemann: vom 9. März 1945 bis zur Auflösung

## Gliederung
- Grenadier-Regiment 300
- Grenadier-Regiment 301
- Grenadier-Regiment 302
- Artillerie-Regiment 303
- Panzerjäger-Bataillon 303
- Füsilier-Bataillon 303
- Pionier-Bataillon 303
- Nachrichten-Bataillon 303
- Feldersatz-Bataillon 303